# となりのメガネ君。
『となりのメガネ君。』（となりのメガネくん。）は、ふじもとゆうきによる日本の漫画作品。『花とゆめ』（白泉社）にて連載され、作者初の連載作品となった。単行本は同社の花とゆめコミックスから全2巻が刊行されている。

## あらすじ
主人公・秋山栗子（あきやま くりこ）は男勝りのおかっぱ少女。小さい頃からけんかは負けなしの活発なニブチン。幼いある日、両親の親友夫婦が事故に遭い、他界してしまう。そして栗子の家にやってきたのは父親の形見のメガネを頭にのせて泣きじゃくる、同い年の少年、美波（みなみ）だった……。
栗子に想いを寄せるも、ドジでへたれな美波はそれを口にもできず、そして鈍感な栗子は高校生になっても、泣き虫美波のお姉さん気分のまま……。ほんわかほのぼのメガネ（?）ラブ。

## 登場人物
秋山 栗子（あきやま くりこ）
男勝りな少女。小柄だが心は大きい。
秋山 美波（あきやま みなみ）
ドジ・へたれな少年。しかし、栗色の髪とメガネ効果で女子人気は高い。

## 書籍情報
- 1巻 ISBN 9784592188230 発売日:2005年2月18日
- 2巻 ISBN 9784592188315 発売日:2005年8月19日